# Banswara
Banswara è una suddivisione dell'India, classificata come municipality, di 85.638 abitanti, capoluogo del distretto di Banswara, nello stato federato del Rajasthan. In base al numero di abitanti la città rientra nella classe II (da 50.000 a 99.999 persone).

## Geografia fisica
La città è situata a 23° 33' 0 N e 74° 27' 0 E e ha un'altitudine di 301 m s.l.m..

## Società

### Evoluzione demografica
Al censimento del 2001 la popolazione di Banswara assommava a 85.638 persone, delle quali 44.501 maschi e 41.137 femmine. I bambini di età inferiore o uguale ai sei anni assommavano a 11.367, dei quali 6.177 maschi e 5.190 femmine. Infine, coloro che erano in grado di saper almeno leggere e scrivere erano 63.120, dei quali 35.250 maschi e 27.870 femmine.